# Faik Hoxha
Faik Hoxha (ur. 14 kwietnia 1930 w Szkodrze, zm. 12 maja 2011) – albański duchowny i teolog muzułmański, mufti Szkodry.

## Życiorys
Pierwsze lekcje religii pobierał w domu pod opieką swojej rodziny, w 1948 roku ukończył naukę w medresie w Tiranie. Dwa lata później został nauczycielem religii w tejże medresie. Odbył następnie służbę wojskową, po której ukończeniu w 1954 roku podjął pracę księgowego w Szkodrze.
W 1966 roku został z powodów politycznych aresztowany przez władze komunistyczne, przez następne 23 lata przebywał w więzieniu.  W lutym 1991 roku objął funkcję muftiego Szkodry.